# Moisés Mosquera
Moisés Castillo Mosquera (Medellín, 24 maggio 2001) è un calciatore colombiano, difensore del Juárez.

## Carriera
Nato a Medellín, è cresciuto nel settore giovanile del Marítimo. Ha esordito in prima squadra il 23 dicembre 2020, in occasione dell'incontro della Taça de Portugal vinto per 2-1 contro il Salgueiros. Il 9 gennaio 2022 ha anche esordito nella Primeira Liga, disputando l'incontro vinto per 1-2 contro la Portimonense.
Nel 2023 si è trasferito al Juárez, club della prima divisione messicana.

## Statistiche

### Presenze e reti nei club
Statistiche aggiornate al 18 settembre 2022.
| Stagione          | Squadra           | Campionato        | Campionato | Campionato | Coppe nazionali | Coppe nazionali | Coppe nazionali | Coppe continentali | Coppe continentali | Coppe continentali | Altre coppe | Altre coppe | Altre coppe | Totale | Totale |
| Stagione          | Squadra           | Comp              | Pres       | Reti       | Comp            | Pres            | Reti            | Comp               | Pres               | Reti               | Comp        | Pres        | Reti        | Pres   | Reti   |
| ----------------- | ----------------- | ----------------- | ---------- | ---------- | --------------- | --------------- | --------------- | ------------------ | ------------------ | ------------------ | ----------- | ----------- | ----------- | ------ | ------ |
| 2020-2021         | Marítimo B        | CdP               | 11         | 0          |                 | -               | -               |                    | -                  | -                  |             | -           | -           | 11     | 0      |
| 2021-2022         | Marítimo B        | L3                | 20         | 0          |                 | -               | -               |                    | -                  | -                  |             | -           | -           | 20     | 0      |
| Totale Marítimo B | Totale Marítimo B | Totale Marítimo B | 31         | 0          |                 | -               | -               |                    | -                  | -                  |             | -           | -           | 31     | 0      |
| 2020-2021         | Marítimo          | PL                | 0          | 0          | CP              | 1               | 0               |                    | -                  | -                  |             | -           | -           | 1      | 0      |
| 2021-2022         | Marítimo          | PL                | 2          | 0          | CP+CdL          | 0               | 0               |                    | -                  | -                  |             | -           | -           | 2      | 0      |
| 2022-2023         | Marítimo          | PL                | 4          | 0          | CP+CdL          | 0               | 0               |                    | -                  | -                  |             | -           | -           | 4      | 0      |
| Totale carriera   | Totale carriera   | Totale carriera   | 37         | 0          |                 | 1               | 0               |                    | -                  | -                  |             | -           | -           | 38     | 0      |